# William Bramley
William Bramley (* 18. April 1928 in Runnemede, New Jersey; † 27. Oktober 1985 in Los Angeles, Kalifornien) war ein US-amerikanischer Schauspieler.

## Leben
William Bramley schloss 1953 ein Studium an der Bucknell University in Lewisburg, Pennsylvania ab, gleichzeitig war er bereits in der Theatergruppe der Universität aktiv. Er beschloss Schauspieler zu werden und hatte 1956 sein Broadway-Debüt mit The Lovers. Von 1957 bis 1959 war er in der Originalbesetzung des Broadway-Musicals West Side Story als Officer Krupke zu sehen. Diese Rolle spielte er auch in der Verfilmung von 1961. Auch in späteren Auftritten in Film und Fernsehen war Bramley häufiger als Polizist besetzt. Bis zu seinem Tod wirkte er in zahlreichen Nebenrollen an über 100 Film- und Fernsehproduktionen mit.
Der Schauspieler starb 1985 nach kurzer Krankheit im Alter von 57 Jahren. William Bramley hinterließ seine Mutter und eine Schwester.

## Filmografie (Auswahl)
- 1958–1959: The Phil Silvers Show (Fernsehserie, 2 Folgen)
- 1961: West Side Story
- 1961: Kein Fall für FBI (The Detectives, Fernsehserie, 1 Folge)
- 1962–1972: Bonanza (Fernsehserie, 4 Folgen)
- 1962–1973: Rauchende Colts (Gunsmoke, Fernsehserie, 10 Folgen)
- 1963: Was diese Frau so alles treibt (The Thrill of It All)
- 1963–1968: Die Leute von der Shiloh Ranch (The Virginian, Fernsehserie, 5 Folgen)
- 1964–1969: Lassie (Fernsehserie, 4 Folgen)
- 1968: Nur noch 72 Stunden (Madigan)
- 1968: Raumschiff Enterprise (Star Trek, Fernsehserie, 1 Folge)
- 1968: Lass mich küssen deinen Schmetterling (I Love You, Alice B. Toklas)
- 1970: Getting Straight
- 1971: Denkt bloß nicht, daß wir heulen (Bless the Beasts & Children)
- 1973–1975: Die Straßen von San Francisco (The Streets of San Francisco, Fernsehserie, 4 Folgen)
- 1973–1976: Barnaby Jones (Fernsehserie, 3 Folgen)
- 1976: Vanilleeis und Pettingcoats (Revenge of the Cheerleaders)
- 1981: Unsere kleine Farm (Little House on the Prairie, Fernsehserie, 1 Folge)
- 1982: Ein Duke kommt selten allein (The Dukes of Hazzard, Fernsehserie, 1 Folge)
- 1984: Wild Life (The Wild Life)